# Clasificación para la Copa Africana de Naciones de 1980
La clasificación para la Copa Africana de Naciones 1980 fue llevada a cabo para determinar que seleccionados clasificarían a la edición de 1980 del torneo entre selecciones más importante de África. Nigeria clasificó como local y Ghana como campeón defensor al coronarse en la edición previa. Este proceso comenzó con una ronda preliminar entre las seis peores selecciones en formato de ida y vuelta, con eliminación directa. Los tres ganadores, se sumarían a otros 21 equipos que definirían la clasificación en dos rondas con el mismo sistema.

## Ronda preliminar
| Madagascar | 3:6 | Malaui | Mauricio | 2:2 | Lesotho |
| Benín      | w/o | Níger  |          |     |         |

| Fecha                   | Lugar        |            |                       | Resultado |                       |            |
| ----------------------- | ------------ | ---------- | --------------------- | --------- | --------------------- | ---------- |
| 3 de diciembre de 1978  | Antananarivo | Madagascar | Bandera de Madagascar | 2:1       | Malaui                | Malaui     |
| 17 de diciembre de 1978 | Blantyre     | Malaui     | Malaui                | 5:1       | Bandera de Madagascar | Madagascar |
| Malaui pasó de ronda.   |              |            |                       |           |                       |            |
| 12 de agosto de 1979    | Port Louis   | Mauricio   | Bandera de Mauricio   | 0:1       | Bandera de Lesoto     | Lesotho    |
| 26 de agosto de 1979    | Maseru       | Lesotho    | Bandera de Lesoto     | 1:2       | Bandera de Mauricio   | Mauricio   |
| Mauricio pasó de ronda. |              |            |                       |           |                       |            |
| -                       | -            | Benín      | Bandera de Benín      | w/o       | Bandera de Niger      | Níger      |
| -                       | -            | Níger      | Bandera de Niger      | o/w       | Bandera de Benín      | Benín      |
| Benín pasó de ronda     |              |            |                       |           |                       |            |

## Primera fase
| Costa de Marfil | 4:2 | Benín    | Congo      | 5:6 | Zaire     |
| Guinea          | 3:3 | Camerún  | Libia      | 3:2 | Etiopía   |
| Zambia          | 4:0 | Malaui   | Mauritania | 3:6 | Marruecos |
| Tanzania        | 6:3 | Mauricio | Togo       | 2:1 | Gambia    |
| Argelia         | w/o | Burundi  | Egipto     | w/o | Somalia   |
| Kenia           | w/o | Túnez    | Sudán      | w/o | Uganda    |

| Fecha                          | Lugar                                |                 |                                | Resultado |                                |                 |
| ------------------------------ | ------------------------------------ | --------------- | ------------------------------ | --------- | ------------------------------ | --------------- |
| 16 de septiembre de 1979       | Cotonú                               | Benín           | Bandera de Benín               | 1:0       | Bandera de Costa de Marfil     | Costa de Marfil |
| 30 de septiembre de 1979       | Abiyán                               | Costa de Marfil | Bandera de Costa de Marfil     | 4:1       | Bandera de Benín               | Benín           |
| Costa de Marfil pasó de ronda. |                                      |                 |                                |           |                                |                 |
| 16 de septiembre de 1979       | Brazzaville                          | Congo           | Bandera de República del Congo | 4:2       | Bandera de Zaire               | Zaire           |
| 30 de septiembre de 1979       | Kinsasa                              | Zaire           | Bandera de Zaire               | 4:1       | Bandera de República del Congo | Congo           |
| Zaire pasó de ronda.           |                                      |                 |                                |           |                                |                 |
| 16 de septiembre de 1979       | Conakri Estadio del 28 de Septiembre | Guinea          | Bandera de Guinea              | 3:0       | Bandera de Camerún             | Camerún         |
| 30 de septiembre de 1979       | Yaundé Stade Ahmadou Ahidjo          | Camerún         | Bandera de Camerún             | 3:0       | Bandera de Guinea              | Guinea          |
| Guinea pasó de ronda.          |                                      |                 |                                |           |                                |                 |
| 16 de septiembre de 1979       | Trípoli Estadio 11 de Junio          | Libia           | Bandera de Libia               | 2:1       | Bandera de Etiopía             | Etiopía         |
| 30 de septiembre de 1979       | Adís Abeba Estadio Haile Selassie    | Etiopía         | Bandera de Etiopía             | 1:1       | Bandera de Libia               | Libia           |
| Libia pasó de ronda.           |                                      |                 |                                |           |                                |                 |
| 16 de septiembre de 1979       | Blantyre                             | Malaui          | Malaui                         | 0:2       | Bandera de Zambia              | Zambia          |
| 30 de septiembre de 1979       | Ndola                                | Zambia          | Bandera de Zambia              | 2:0       | Malaui                         | Malaui          |
| Zambia pasó de ronda.          |                                      |                 |                                |           |                                |                 |
| 16 de septiembre de 1979       | Nuakchot                             | Mauritania      | Bandera de Mauritania          | 2:2       | Bandera de Marruecos           | Marruecos       |
| 30 de septiembre de 1979       | Casablanca                           | Marruecos       | Bandera de Marruecos           | 4:1       | Bandera de Mauritania          | Mauritania      |
| Marruecos pasó de ronda.       |                                      |                 |                                |           |                                |                 |
| 16 de septiembre de 1979       | Curepipe                             | Mauricio        | Bandera de Mauricio            | 3:2       | Bandera de Tanzania            | Tanzania        |
| 30 de septiembre de 1979       | Dar es-Salam                         | Tanzania        | Bandera de Tanzania            | 4:0       | Bandera de Mauricio            | Mauricio        |
| Tanzania pasó de ronda.        |                                      |                 |                                |           |                                |                 |
| 16 de septiembre de 1979       | Lome                                 | Togo            | Bandera de Togo                | 2:0       | Bandera de Gambia              | Gambia          |
| 30 de septiembre de 1979       | Banjul                               | Gambia          | Bandera de Gambia              | 1:0       | Bandera de Togo                | Togo            |
| Togo pasó de ronda.            |                                      |                 |                                |           |                                |                 |
| -                              | -                                    | Argelia         | Bandera de Argelia             | w/o       | Bandera de Burundi             | Burundi         |
| -                              | -                                    | Burundi         | Bandera de Burundi             | o/w       | Bandera de Argelia             | Argelia         |
| Argelia pasó de ronda          |                                      |                 |                                |           |                                |                 |
| -                              | -                                    | Egipto          | Bandera de Egipto              | w/o       | Bandera de Somalia             | Somalia         |
| -                              | -                                    | Somalia         | Bandera de Somalia             | o/w       | Bandera de Egipto              | Egipto          |
| Egipto pasó de ronda           |                                      |                 |                                |           |                                |                 |
| -                              | -                                    | Kenia           | Bandera de Kenia               | w/o       | Bandera de Túnez               | Túnez           |
| -                              | -                                    | Túnez           | Bandera de Túnez               | o/w       | Bandera de Kenia               | Kenia           |
| Kenia pasó de ronda            |                                      |                 |                                |           |                                |                 |
| -                              | -                                    | Sudán           | Bandera de Sudán               | w/o       | Bandera de Uganda              | Uganda          |
| -                              | -                                    | Uganda          | Bandera de Uganda              | o/w       | Bandera de Sudán               | Sudán           |
| Sudán pasó de ronda            |                                      |                 |                                |           |                                |                 |

## Segunda fase
| Argelia   | 3:2 | Libia  | Kenia | 3:4 | Egipto          |
| Marruecos | 8:2 | Togo   | Sudán | 2:4 | Costa de Marfil |
| Tanzania  | 2:1 | Zambia | Zaire | 4:5 | Guinea          |

| Fecha                   | Lugar                                   |                 |                            | Resultado |                            |                 |
| ----------------------- | --------------------------------------- | --------------- | -------------------------- | --------- | -------------------------- | --------------- |
| 24 de octubre de 1979   | Argel Estadio 5 de julio de 1962        | Argelia         | Bandera de Argelia         | 3:1       | Bandera de Libia           | Libia           |
| 6 de noviembre de 1979  | Trípoli Estadio 11 de Junio             | Libia           | Bandera de Libia           | 1:0       | Bandera de Argelia         | Argelia         |
| 24 de octubre de 1979   | Nairobi Estadio de la Ciudad de Nairobi | Kenia           | Bandera de Kenia           | 3:1       | Bandera de Egipto          | Egipto          |
| 6 de noviembre de 1979  | El Cairo                                | Egipto          | Bandera de Egipto          | 3:0       | Bandera de Kenia           | Kenia           |
| 28 de octubre de 1979   | Casablanca El Bachir                    | Marruecos       | Bandera de Marruecos       | 7:0       | Bandera de Togo            | Togo            |
| 11 de noviembre de 1979 | Lome                                    | Togo            | Bandera de Togo            | 2:1       | Bandera de Marruecos       | Marruecos       |
| 28 de octubre de 1979   | Jartum                                  | Sudán           | Bandera de Sudán           | 2:0       | Bandera de Costa de Marfil | Costa de Marfil |
| 11 de noviembre de 1979 | Abiyán                                  | Costa de Marfil | Bandera de Costa de Marfil | 4:0       | Bandera de Sudán           | Sudán           |
| 28 de octubre de 1979   | Dar es-Salam                            | Tanzania        | Bandera de Tanzania        | 1:0       | Bandera de Zambia          | Zambia          |
| 11 de noviembre de 1979 | Ndola                                   | Zambia          | Bandera de Zambia          | 1:1       | Bandera de Tanzania        | Tanzania        |
| 28 de octubre de 1979   | Kinsasa Estadio Tata Raphaël            | Zaire           | Bandera de Zaire           | 3:2       | Bandera de Guinea          | Guinea          |
| 11 de noviembre de 1979 | Conakri Estadio del 28 de Septiembre    | Guinea          | Bandera de Guinea          | 3:1       | Bandera de Zaire           | Zaire           |

## Clasificados
| Argelia | Costa de Marfil | Egipto | Ghana |
| Argelia | Costa de Marfil | Egipto | Ghana |
| ------- | --------------- | ------ | ----- |

| Guinea | Marruecos | Nigeria | Tanzania |
| Guinea | Marruecos | Nigeria | Tanzania |
| ------ | --------- | ------- | -------- |